# Phạm Minh Cảnh
Phạm Minh Cảnh (sinh năm 1939) là một nhạc sĩ, nhà báo, chuyên viên âm thanh tại Sài Gòn trước năm 1975.

## Cuộc đời
Ông tên thật là Phạm Minh Cảnh, sinh năm 1939 tại làng Phước Hậu, huyện Long Hồ, tỉnh Vĩnh Long. Năm 18 tuổi, ông theo học trung cấp kỹ thuật và trung cấp âm nhạc. Học sáng tác đầu tiên với nhạc sĩ Quách Vũ.
Từ năm 1961 đến năm 1962, ông là tổng thư ký toà soạn tạp chí "Phim Kịch". Từ năm 1963 đến năm 1967, ông làm việc cho Phòng Tâm lý chiến dưới quyền nhà thơ Tô Thùy Yên cùng với một số nhạc sĩ khác như Nhật Bằng, Trần Thiện Thanh, nhà thơ Phạm Lê Phan... Là thành viên của nhóm nhạc du ca "Phù Sa" gồm: Anh Việt Thu, Anh Việt Thanh, Phạm Minh Cảnh, Hà Phương biểu diễn từ Cần Thơ ra đến Huế. Ngoài ra, còn viết nhạc cho một số hãng băng nhạc, đĩa hát như băng Nghệ Thuật Tâm Anh, băng Quê Hương, dĩa hát Continental.
Phạm Minh Cảnh có biệt tài kẽ bản thảo âm nhạc bằng tay rất đẹp. Ông là người từng thực hiện kẽ bản cho tuyển tập nhạc của các nhạc sĩ Phạm Duy, Trịnh Công Sơn, Anh Việt Thu, Vũ Thành An, Từ Công Phụng... Từ năm 1967 đến năm 1971, ông là chuyên viên âm thanh điện ảnh Đài Truyền hình Sài Gòn. Sau sự kiện 30 tháng 4 năm 1975, ông vẫn tiếp tục làm việc cho nhà xuất bản âm nhạc Giải phóng (nghiệp vụ kẽ bản thảo nhạc). Đoạt Giải C chủ đề ca khúc thiếu nhi Thành phố Hồ Chí Minh với tác phẩm Bài ca lúa thơ của Tường Linh.
Năm 2000, ông về sống ở Vĩnh Long. Ở quê, ông vẫn tiếp tục cộng tác với báo Sài Gòn Giải Phóng, viết ca khúc tân cổ giao duyên với chủ đề tình cảm, quê hương cho một số hãng băng đĩa trong nước. Đầu năm 2013, ông được Sở Thông tin Truyền thông Vĩnh Long tặng quà và giấy khen về thành tích sáng tác trong năm 2013.

## Sáng tác
Dưới đây là một số ca khúc tiêu biểu trước 1975 của nhạc sĩ Phạm Minh Cảnh:
- Anh ru em ngủ (Em ru anh ngủ) 1975
- Anh viết cho em (1965)
- Bão lòng (1973)
- Chuyến đò chở nặng ân tình (1967)
- Con sáo sang sông (1971)
- Hoa lồng đèn (thơ Vọng Phương) (1973)
- Hình ảnh một mùa trăng (1965)
- Lá rụng về cội (1974)
- Lệ dài hai đứa giận hờn mới vui (Hùng Cường - Mai Lệ Huyền song ca)
- Người dưng khác họ (thơ Vọng Phương) (1973)
- Nhớ người trong tranh (1972)
- Nước chảy qua cầu (lời Y Châu)[3]
- Quân dân cách mạng (1957) (Giải khuyến khích cuộc thi sáng tác hùng ca của quân lực Việt Nam Cộng Hòa)
- Sương trắng Mường Khang (ca khúc tuồng cải lương)
- Tiếng hát Bình Lệ Nguyên (viết chung với Hoàng Phương)
- Tình cũ nghĩa xưa
- Trao nhau nhẫn cưới[4][5][6]
- Xin một lần bình yên (thơ Thương Hoài Thương) 1973
- Yêu nhau trọn đời